# Moreaus honingzuiger
De Moreaus honingzuiger (Cinnyris moreaui; synoniem: Nectarinia moreaui) is een zangvogel uit de familie Nectariniidae (honingzuigers).

## Verspreiding en leefgebied
Deze soort is endemisch in de bergen van oostelijk Tanzania.